# Championnat du Sénégal de football 2016-2017
Navigation
Ligue 1 2015-2016 Ligue 1 2017-2018
La Ligue 1 2016-2017 est la cinquante-quatrième édition de la première division sénégalaise de football (la neuvième édition de l'ère professionnelle), qui constitue le premier échelon national sénégalais. Elle se compose d'une poule unique de quatorze clubs.
Le championnat comprend 26 journées, les clubs s'affrontant deux fois en matches aller-retour.
L'AS Génération Foot, à peine promue de deuxième division, remporte son tout premier titre de champion du Sénégal. À l'issues de la saison, le club établit deux records dans l'histoire du championnat sénégalais : plus grand nombre de points (57), plus grand nombre de buts inscrits (52). Ibrahima Niane, attaquant de l'AS Génération Foot, établit un nouveau record de nombre de buts avec 19 réalisations. Six journées avant la fin de la compétition, l'AS Génération Foot ne peut être rattrapé par son deuxième. 

## Clubs participants
Les 12 premiers du championnat précédent ainsi que les deux premiers de la Ligue 2 2015-2016 participent au championnat :
- Association sportive des Douanes
- Association sportive et culturelle Diaraf
- Casa Sport
- NGB ASC Niary Tally
- Union sportive de Ouakam
- Stade de Mbour
- Association sportive et culturelle La Linguère de Saint-Louis
- Diambars Football Club
- Mbour Petite-Côte FC
- Guédiawaye Football Club
- Association sportive artistique et culturelle Ndiambour
- Union sportive de Gorée
- Teungueth Football Club - Promu de Ligue 2
- Association sportive Génération Foot - Promu de Ligue 2

## Compétition

### Classement
| Rang | Équipe                    | Pts | J  | G  | N  | P  | Bp | Bc | Diff |
| ---- | ------------------------- | --- | -- | -- | -- | -- | -- | -- | ---- |
| 1    | Génération Foot P         | 57  | 26 | 17 | 6  | 3  | 52 | 23 | +29  |
| 2    | Guédiawaye FC             | 44  | 26 | 12 | 8  | 6  | 29 | 22 | +7   |
| 3    | Diambars FC               | 40  | 26 | 10 | 10 | 6  | 33 | 24 | +9   |
| 4    | ASC Diaraf                | 39  | 26 | 11 | 6  | 9  | 37 | 27 | +10  |
| 5    | Casa Sport                | 38  | 26 | 10 | 8  | 8  | 27 | 33 | -6   |
| 6    | NGB ASC Niary Tally       | 37  | 26 | 9  | 10 | 7  | 31 | 24 | +7   |
| 7    | Mbour Petite-Côte FC      | 33  | 26 | 8  | 9  | 9  | 29 | 37 | -8   |
| 8    | US Ouakam                 | 32  | 26 | 7  | 11 | 8  | 22 | 24 | -2   |
| 9    | Stade de Mbour            | 30  | 26 | 7  | 9  | 10 | 22 | 24 | -2   |
| 10   | AS Douanes                | 29  | 26 | 6  | 11 | 9  | 28 | 33 | -5   |
| 11   | Teungueth Football Club P | 28  | 26 | 6  | 10 | 10 | 24 | 32 | -8   |
| 12   | ASEC Ndiambour            | 27  | 26 | 6  | 9  | 11 | 26 | 41 | -15  |
| 13   | ASC La Linguère           | 26  | 26 | 6  | 8  | 12 | 24 | 32 | -8   |
| 14   | US Gorée T                | 23  | 26 | 4  | 11 | 11 | 19 | 26 | -7   |

|  | Qualification pour la Ligue des champions de la CAF 2018                 |
|  | Qualification pour la Coupe de la confédération 2018                     |
|  | Relégation directe en deuxième division                                  |
|  | T : Tenant du titre C : Vainqueur de la Coupe du Sénégal P : Promu de D2 |